# Pile ou Farces
Pour plus de détails, voir Fiche technique et Distribution.
Pile ou farces (Donald's Happy Birthday) est un court métrage d'animation américain de la série des Donald Duck, sorti le 11 février 1949 réalisé par les studios Disney.

## Synopsis
On est le 13 mars et c'est l'anniversaire de Donald. C'est pourquoi ses neveux veulent lui offrir une boîte de cigares. Toutefois ils se retrouvent à court de monnaie pour le faire.

## Fiche technique
- Titre original : Donald's Happy Birthday
- Titre français : Pile ou Farces[1]
- Série : Donald Duck
- Réalisateur : Jack Hannah
- Scénario : Nick George et Bill Berg
- Animateurs : Jack Boyd, Bob Carlson, Volus Jones et Bill Justice
- Layout : Yale Gracey
- Background : Ralph Hulett
- Musique : Oliver Wallace
- Voix : Clarence Nash (Donald et ses neveux)
- Producteur : Walt Disney
- Société de production : Walt Disney Productions
- Distributeur : RKO Radio Pictures
- Date de sortie : 11 février 1949
- Format d'image : Couleur (Technicolor)
- Durée : 7 minutes
- Langue : Anglais
- Pays de production :  États-Unis

## Voix françaises
- Sylvain Caruso : Donald Duck
- Martine Regnier : Riri, Fifi et Loulou

## Titre en différentes langues
D'après IMDb :
- Argentine : El cumpleaños de Donald
- Finlande : Akun syntymäpäivä, Hyvää syntymäpäivää, Aku-setä! et Sedän syntymäpäivä
- Suède : Har den äran Kalle Anka, Kalle Anka - har den äran! et Kalles födelsedag

## Commentaire
Ce court métrage est censuré pendant un certain temps aux USA parce qu'on y voit de jeunes canetons fumer des cigares.